# 中華社會民主黨
中華社會民主黨是中華民國历史上的一个政黨。

## 歷史
在1991年3月1日由時任立法委員朱高正成立，建黨時以「國民黨爛、民進黨亂」為由，號召選民支持第三種選擇，以「文化國、社會國、法治國」為號召，主張與中國大陸統一，成立「中華聯邦共和國」，實行責任內閣制，反對中華民國總統直選與台灣省省長民選。該黨的黨旗由朱高正首次發表於1990年11月2日的立法院施政總質詢，由黃白藍三色與中間的紅色的「中」字所組成，黃色代表中華、白色代表自由、藍色代表民主，而紅色的「中」則指的是中產階級。黨歌是大象進行曲。朱高正組織社民黨時，林深靖翻譯前法國總統密特朗競選總統時提出的《左翼共同綱領》作為黨綱、黨章參考。
社民黨成立時被認為是有可能挑戰國民黨與民進黨、形成政界第三勢力的一個新政黨。較著名的成員包括導演侯孝賢、作家朱天心、地下電台「新思維廣播電台」台長李承龍（後為台北市議員）、謝治（後為新竹市議員）、黃國鐘（後為立委）、前民進黨雲林縣黨部主委張豐吉、丁小川、藍照慶、游麗珠，學者張台麟、鄭竹園等人。賴注醒也是社民黨成員之一。但是最大的問題仍然是基層實力不足，被視為朱高正之「一人政黨」。
社民黨參選情況一路不順。1991年中華民國國民大會代表選舉，社民黨提名之53名候選人全軍覆沒，得票率未超過3%；1992年中華民國立法委員選舉，只有朱高正一人當選。朱高正辭黨主席後，黃國鐘擔任代理主席，社民黨黨務幾乎停擺。
新黨成立後，臺灣社會再一次形成一股與國民兩黨相抗的第三勢力輿論。在凝聚第三勢力的情勢下，社民黨以及勞動黨、工黨與新黨宣佈在接下來的1994年中華民國省市長暨省市議員選舉合作。也達成社民黨與新黨對等合併的協議。協議過程原有意要找勞動黨、工黨一起和新黨合併，但勞動黨、工黨都剛改選完，執行有困難，故放棄。之後社民黨在各縣市發展的黨組織改掛新黨招牌投入該次選舉，在各地的社民黨組織補足了新黨原本不足的縣市；而朱高正則由新黨提名參選首屆民選台灣省省長，獲36萬票。選後社民黨和新黨正式合併。
1994年12月28日，社民黨與新黨對等合併。許多社民黨人士在此之後離開政界；也有原社民黨的基層黨幹部在新黨發展數年之後，改效力其他政黨，持續在政界發展。如黃國鐘經由新黨提名進入立法院，後入中國國民黨；邱毅經由親民黨提名進入立法院，之後被中國國民黨提名為第七屆不分區立委當選。
1994年12月28日，朱高正致函內政部，要求撤銷中華社會民主黨備案，但內政部以「政黨撤銷必須經黨員大會同意」為由回拒。
2017年12月7日，《政黨法》正式實施，規定過去依《人民團體法》備案的政黨與政治團體，其組織、章程及相關事項應於政黨法施行後2年內（至2019年12月7日）補正，限期補正仍不符規定者，得廢止其備案。2019年12月24日，經內政部提請政黨審議會審議，決議給予4個月補正期，函請當時尚未完成補正的230個政黨，限期於文到4個月內完成補正。
2020年4月29日，內政部公告中華社會民主黨未依《政黨法》補正，公告廢止其政黨政治團體身份，並發文請該組織進行財產清算。
2021年10月22日，創黨人朱高正去世。

## 歷任黨主席
- 首任：朱高正（1991年3月1日－1992年）
- 第二任：黃國鐘（代理）（1992年－1994年12月28日）

## 黨旗
- 該黨黨旗金黃色、白色、藍色所組成的三色橫條顏色，白色橫條中間放置由2個紅色橢圓形、1個正圓形、1條直線組成的「中」字抽象圖案。

## 黨員
- 朱高正
- 侯孝賢
- 朱天心
- 李承龍
- 謝治
- 黃國鐘
- 張豐吉
- 丁小川
- 藍照慶
- 游麗珠
- 張台麟
- 鄭竹園
- 賴注醒
- 邱毅